# Liste des sites Ramsar en Angleterre
Cette liste de sites Ramsar en Angleterre comprend des zones humides considérées comme ayant une importance internationale au regard de la convention de Ramsar. L'Angleterre compte actuellement 71 sites désignés « zones humides d'importance internationale »,.

## Liste des sites Ramsar
| Nom                                                  | Localisation                | Area (km2) | Désignation       | Description |  |
| ---------------------------------------------------- | --------------------------- | ---------- | ----------------- | --- |  |
| Abberton Reservoir                                   | Essex 51° 49′ N, 0° 52′ E   | 7,26       | 24 juillet 1981   | Un plan d'eau artificiel avec des populations de Pluvier doré, Canard chipeau, Canard souchet, Sarcelle d'hiver est cormorans. |  |
| Alde–Ore Estuary                                     | Suffolk 52° 05′ N, 1° 33′ E | 25,47      | 4 octobre 1996    | |  |
| Arun Valley                                          | West Sussex                 | 52.9       | 16 décembre 1999  | |  |
| Avon Valley                                          | Hampshire                   | 13,85      | 2 février 1998    | |  |
| Benfleet and Southend Marshes                        | Essex                       | 22,51      | 14 février 1994   | |  |
| Blackwater Estuary                                   | Essex                       | 43,95      | 11 mars 1992      | |  |
| Breydon Water                                        | Norfolk                     | 12,03      | 29 mars 1996      | |  |
| Broadland                                            | Norfolk                     | 46,23      | 6 janvier 1976    | |  |
| Chesil Beach and The Fleet                           | Dorset                      | 7,48       | 17 juillet 1985   | |  |
| Chichester et Langstone Harbours                     | Hampshire                   | 58.1       | 28 octobre 1987   | |  |
| Chippenham Fen                                       | Cambridgeshire              | 1,12       | 11 mars 1992      | |  |
| Colne Estuary (Mid-Essex Coast Phase 2)              | Essex Coast                 | 27,01      | 28 juillet 1994   | |  |
| Crouch and Roach Estuaries (Mid-Essex Coast Phase 3) | Essex Coast                 | 17,36      | 24 mars 1995      | |  |
| Deben Estuary                                        | Suffolk                     | 9,79       | 11 mars 1996      | |  |
| The Dee Estuary                                      | Cheshire, Flintshire        | 131,31     | 17 juillet 1985   | |  |
| Dengie (Mid-Essex Coast Phase 1)                     | Essex Coast                 | 31,27      | 24 mars 1994      | |  |
| Dersingham Bog à Dersingham                          | Norfolk                     | 1,58       | 12 septembre 1995 | |  |
| Dorset Heathlands                                    | Dorset                      | 67.3       | 1er octobre 1998  | |  |
| Estuaire du Duddon                                   |                             | 68,06      | 16 mars 1998      | |  |
| Esthwaite Water                                      |                             | 1,37       | 7 novembre 1991   | |  |
| Exe Estuary                                          | Devon                       | 23,46      | 11 mars 1992      | |  |
| Foulness (Mid-Essex Coast Phase 5)                   | Essex Coast                 | 109,33     | 4 octobre 1996    | |  |
| Gibraltar Point                                      |                             | 4,14       | 5 mars 1993       | |  |
| Hamford Water                                        |                             | 21,87      | 8 juin 1993       | |  |
| Holburn Lake and Moss                                |                             | 0,28       | 17 juillet 1985   | |  |
| Humber Estuary                                       | Lincolnshire, Yorkshire     | 379,88     | 28 juillet 1994   | |  |
| Irthinghead Mires                                    |                             | 7,92       | 17 juillet 1985   | |  |
| Îles Scilly                                          |                             | 40.2       | 13 août 2001      | |  |
| Lea Valley                                           |                             | 44.8       | 9 octobre 2000    | |  |
| Leighton Moss                                        |                             | 1,29       | 28 novembre 1985  | |  |
| Lindisfarne                                          | Northumberland              | 36,79      | 5 janvier 1976    | |  |
| Lower Derwent Valley                                 |                             | 9,15       | 17 juillet 1985   | |  |
| Malham Tarn                                          |                             | 2,86       | 28 octobre 1993   | |  |
| Martin Mere                                          |                             | 1.2        | 28 novembre 1985  | |  |
| Medway Estuary and Marshes                           | Kent                        | 46,97      | 15 décembre 1993  | |  |
| Mersey Estuary                                       |                             | 50,33      | 20 décembre 1995  | |  |
| Midland Meres and Mosses (Phase 1)                   |                             | 5,11       | 9 mai 1994        | |  |
| Midland Meres and Mosses (Phase 2)                   |                             | 15,88      | 2 février 1997    | |  |
| Minsmere-Walberswick                                 | Suffolk                     | 20,19      | 5 janvier 1976    | |  |
| Morecambe Bay                                        |                             | 374,05     | 4 octobre 1996    | |  |
| Nene Washes                                          | Cambridgeshire              | 15,17      | 5 mars 1993       | |  |
| New Forest                                           | Hampshire                   | 16,12      | 22 septembre 1993 | |  |
| North Norfolk Coast                                  | Norfolk                     | 78,87      | 5 janvier 1976    | |  |
| Northumbria Coast                                    | Northumberland              | 11,08      | 2 février 2000    | |  |
| Ouse Washes                                          | Cambridgeshire, Norfolk     | 24,69      | 5 janvier 1976    | |  |
| Pagham Harbour                                       | Hampshire                   | 6,37       | 30 mars 1988      | |  |
| Pevensey Levels                                      | East Sussex                 | 35,78      | 2 février 1999    | |  |
| Poole Harbour                                        | Dorset                      | 24,39      | 22 juillet 1999   | |  |
| Portsmouth Harbour                                   | Hampshire                   | 12,49      | 28 février 1995   | |  |
| Redgrave and Lopham Fens                             |                             | 1,27       | 15 février 1991   | |  |
| Ribble and Alt Estuaries                             | Lancashire                  | 134,64     | 28 novembre 1985  | |  |
| Rostherne Mere                                       |                             | 0.8        | 24 juillet 1981   | |  |
| Roydon Common                                        |                             | 1,94       | 5 mars 1993       | |  |
| Rutland Water                                        |                             | 13.6       | 4 octobre 1991    | |  |
| Severn Estuary                                       |                             | 247,01     | 5 janvier 1976    | |  |
| Solent et Southampton Water                          |                             | 54,15      | 1er octobre 1998  | |  |
| Somerset Levels and Moors                            |                             | 63,88      | 26 juin 1997      | |  |
| South West London Waterbodies                        |                             | 82.8       | 9 octobre 2000    | |  |
| Stodmarsh                                            | Kent                        | 4,81       | 16 décembre 1993  | |  |
| Stour et Orwell Estuaries                            | Suffolk                     | 33,24      | 13 juillet 1994   | |  |
| The Swale                                            | Kent                        | 65,15      | 17 juillet 1985   | |  |
| Teesmouth et Cleveland Coast                         | Cleveland                   | 12,47      | 15 août 1995      | |  |
| Thames Estuary and Marshes                           | Essex, Kent                 | 55,89      | 5 mai 2000        | |  |
| Thanet Coast et Sandwich Bay                         | Kent                        | 21,69      | 28 juillet 1994   | |  |
| Thursley and Ockley Bog                              | Surrey                      | 2,65       | 14 février 1994   | |  |
| Upper Nene Valley Gravel Pits                        |                             | 2,65       | 7 avril 2011      | |  |
| Upper Solway Flats and Marshes                       | Surrey                      | 2,65       | 1er octobre 1986  | |  |
| Walmore Common                                       |                             | 0,53       | 5 décembre 1991   | |  |
| The Wash                                             | Norfolk, Lincolnshire       | 622,12     | 30 mars 1988      | |  |
| Wicken Fen                                           | Cambridgeshire              | 2,54       | 12 septembre 1995 | |  |
| Woodwalton Fen                                       | Cambridgeshire              | 2,08       | 12 septembre 1995 | |  |